# Garij Napałkow
Garij Jurjewicz Napałkow, ros. Гарий Юрьевич Напалков (ur. 27 czerwca 1948 w Gorkim) – radziecki skoczek narciarski, dwukrotny mistrz świata z 1970.
Na arenie międzynarodowej zadebiutował 1 stycznia 1968 w Garmisch-Partenkirchen, zajmując 46. miejsce w zawodach FIS. Pięć dni później w Innsbrucku wygrał trzecie zawody Turnieju Czterech Skoczni 1967/1968. 1 stycznia 1969 w Garmisch-Partenkirchen był 8., a trzy dni później w Innsbrucku zajął 9. miejsce. 28 grudnia 1969 w Oberstdorfie drugi raz w karierze wygrał zawody. 4 stycznia 1970 w Innsbrucku był czwarty, a 6 stycznia w Bischofshofen zajął 5. miejsce. W efekcie zajął 3. miejsce w Turnieju Czterech Skoczni 1969/1970. 14 lutego 1970 w Wysokich Tatrach zdobył dwa złote medale na mistrzostwach świata, jako pierwszy w historii skoków reprezentant Związku Radzieckiego. 3 lutego 1972 na igrzyskach olimpijskich w Sapporo na skoczni dużej zajął 6. miejsce. 6 stycznia 1976 po raz ostatni wystartował w zawodach międzynarodowych, zajmując 12. miejsce na skoczni w Bischofshofen.

## Mistrzostwa świata
- Indywidualnie
  - 1970, Wysokie Tatry (CSK) – złoty medal (duża skocznia), złoty medal (normalna skocznia)

## Igrzyska olimpijskie
- Indywidualnie
  - 1972, Sapporo (JPN) – 6. miejsce (duża skocznia)